# Numen Mestre
Pour les articles homonymes, voir Mestre.
Numen Mestre Ferrando, né à Pratdip en 1923 et assassiné au Camp de la Bota, à Barcelone, en 1949, est un guérillero espagnol et résistant en France pendant la Seconde Guerre mondiale, membre du Parti Socialiste Unifié de la Catalogne (PSUC).

## Biographie
En novembre 1935, sous la Seconde République, il entre dans les Jeunesses Socialistes Unifiées de Catalogne (JSUC) de Torredembarra.
En 1936, il emménage à Cornellà de Llobregat avec ses parents. Il est secrétaire local des JSUC et représentant du Front Populaire. 
En 1937, alors que la Guerre d'Espagne a éclaté en 1936, il combat en tant que volontaire dans la Bataille de l'Èbre, malgré son jeune âge.Il doit s'exiler en France lors de la Retirada, et rejoint la résistance dans la Seconde Guerre mondiale. Il est nommé lieutenant des Forces Françaises de l'Intérieur.
Durant l'été 1944, il fait partie des troupes du Parti communiste d'Espagne pour la reprise de l'Espagne par le Val d'Aran, sans succès.
Il rejoint ensuite les troupes des guérilleros espagnols au sein du maquis communiste.  
Il est fusillé au Camp de la Bota en 1949.  